# Vojislav Mihailović
Vojislav Mihailović "Vojo" (sinh 9 tháng 3 năm 1951 tại Beograd, Cộng hoà Liên bang Xã hội Chủ nghĩa Nam Tư, nay là Serbia) là chính trị gia Serbia, cựu Thị trưởng Beograd và là Đồng Chủ tịch hiện tại của Phong trào Đổi mới Dân chủ Serbia.